# Arquidiócesis de Milán
La arquidiócesis de Milán (en latín: Archidioecesis Mediolanensis y en italiano: Arcidiocesi di Milano) es una circunscripción eclesiástica de la Iglesia católica en Italia. Se trata de una arquidiócesis latina, sede metropolitana de la provincia eclesiástica de Milán. Desde el 7 de julio de 2017 su arzobispo es Mario Delpini.

## Territorio y organización

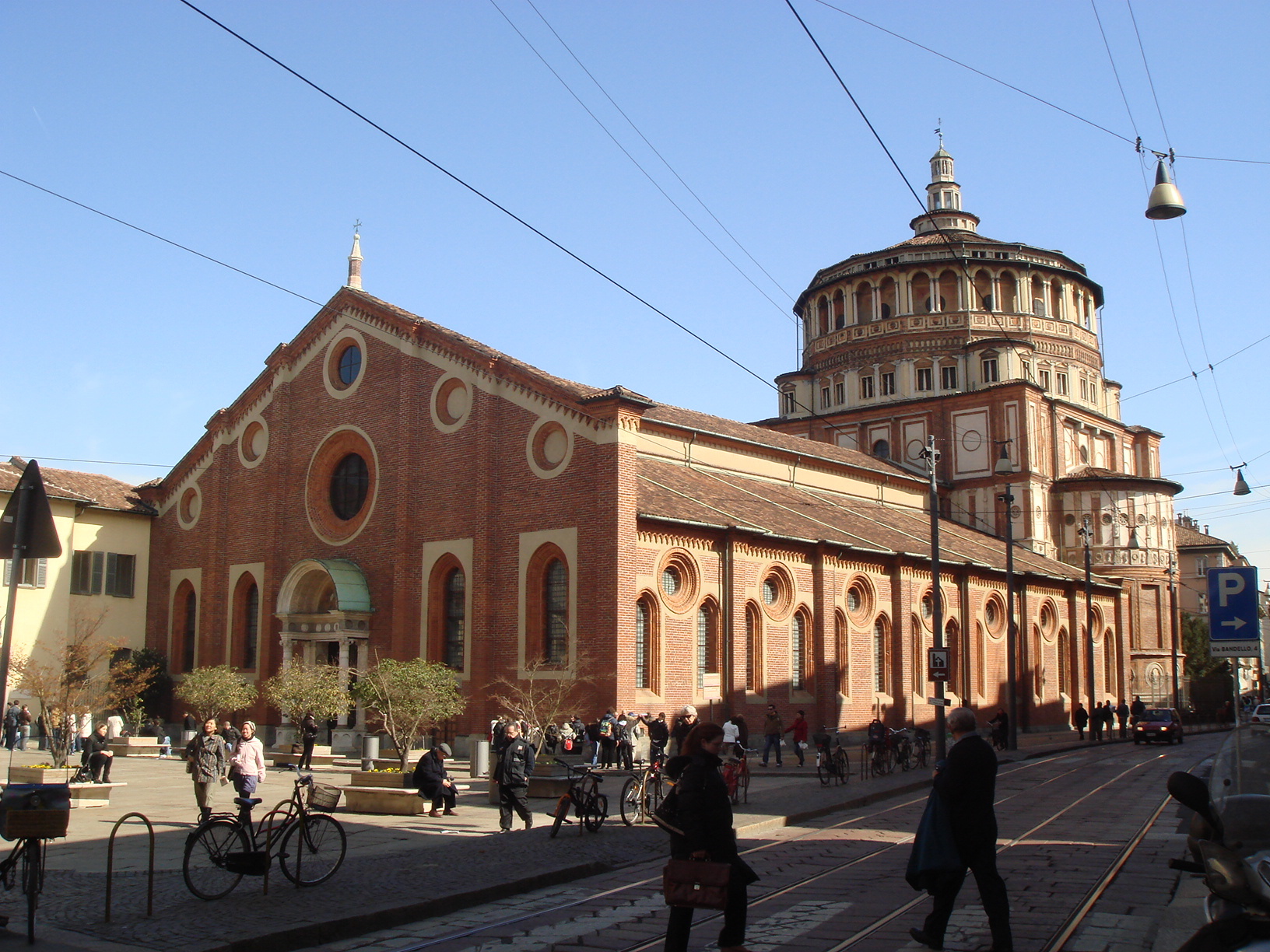
Basílica de Santa María de las Gracias, en Milán

La arquidiócesis tiene 4208 km² y extiende su jurisdicción sobre los fieles católicos de rito latino residentes en parte de la región de Lombardía, comprendiendo:
- la ciudad metropolitana de Milán, excepto las comunas de: Casarile, Binasco, Cerro al Lambro, San Zenone al Lambro, Colturano, Dresano, Tribiano, Paullo y la parte sur de Cassano d'Adda;
- la provincia de Monza y Brianza;
- la provincia de Varese, excepto las comunas de: Cremenaga, Lavena Ponte Tresa, Cugliate-Fabiasco, Cassano Valcuvia, Masciago Primo, Bedero Valcuvia, Castello Cabiaglio, Casalzuigno, Azzio, Caravate, Cadegliano, Marchirolo, Marzio, Cunardo, Ferrera, Rancio, Duno, Cuveglio, Brinzio, Cuvio, Orino, Gemonio, Cittiglio, Brenta y la parte oeste de Brusimpiano;
- la provincia de Lecco, excepto las comunas de: Calolziocorte, Carenno, Erve, Monte Marenzo, Vercurago, Lierna, Mandello del Lario, Abbadia Lariana, Colico y parte de Oliveto Lario);
- en la provincia de Como las comunas de: Binago, Appiano Gentile, Guanzate, Veniano, Mozzate, Turate, Castelnuovo Bozzente, Beregazzo con Figliaro, Oltrona di San Mamette, Lurate Caccivio, Bulgarograsso, Locate Varesino, Carbonate, Lurago Marinone, Limido Comasco, Fenegrò, Cirimido, Rovello Porro, Mariano Comense, Carimate, Figino Serenza, Novedrate, Cabiate, Arosio, Carugo, Inverigo, Cucciago, Cantù, Brenna, Alzate Brianza, Senna Comasco, Capiago Intimiano (en parte), Anzano del Parco, Lurago d'Erba, Lambrugo, Orsenigo, Alserio, Monguzzo, Merone, Albese con Cassano, Albavilla, Erba, Caslino d'Erba, Rezzago, Caglio, Ponte Lambro, Castelmarte, Proserpio, Longone al Segrino, Eupilio, Pusiano, Asso, Canzo, Valbrona, Sormano, Lasnigo, Barni, Magreglio, Bellagio (en parte), Campione d'Italia (es un enclave rodeado de territorio de Suiza), Valsolda, Claino con Osteno, Porlezza, Corrido, Val Rezzo, Carlazzo, Cusino, Cavargna, San Nazzaro Val Cavargna y San Bartolomeo Val Cavargna (estas 10 últimas conforman un enclave rodeado por Suiza y por la diócesis de Como);
- en la provincia de Pavía las comunas de: Casorate Primo, Siziano y una pequeña parte de Giussago;
- en la provincia de Bérgamo las comunas de: Treviglio, Fara Gera d'Adda, Pontirolo Nuovo, Canonica d'Adda y Castel Rozzone.[6]

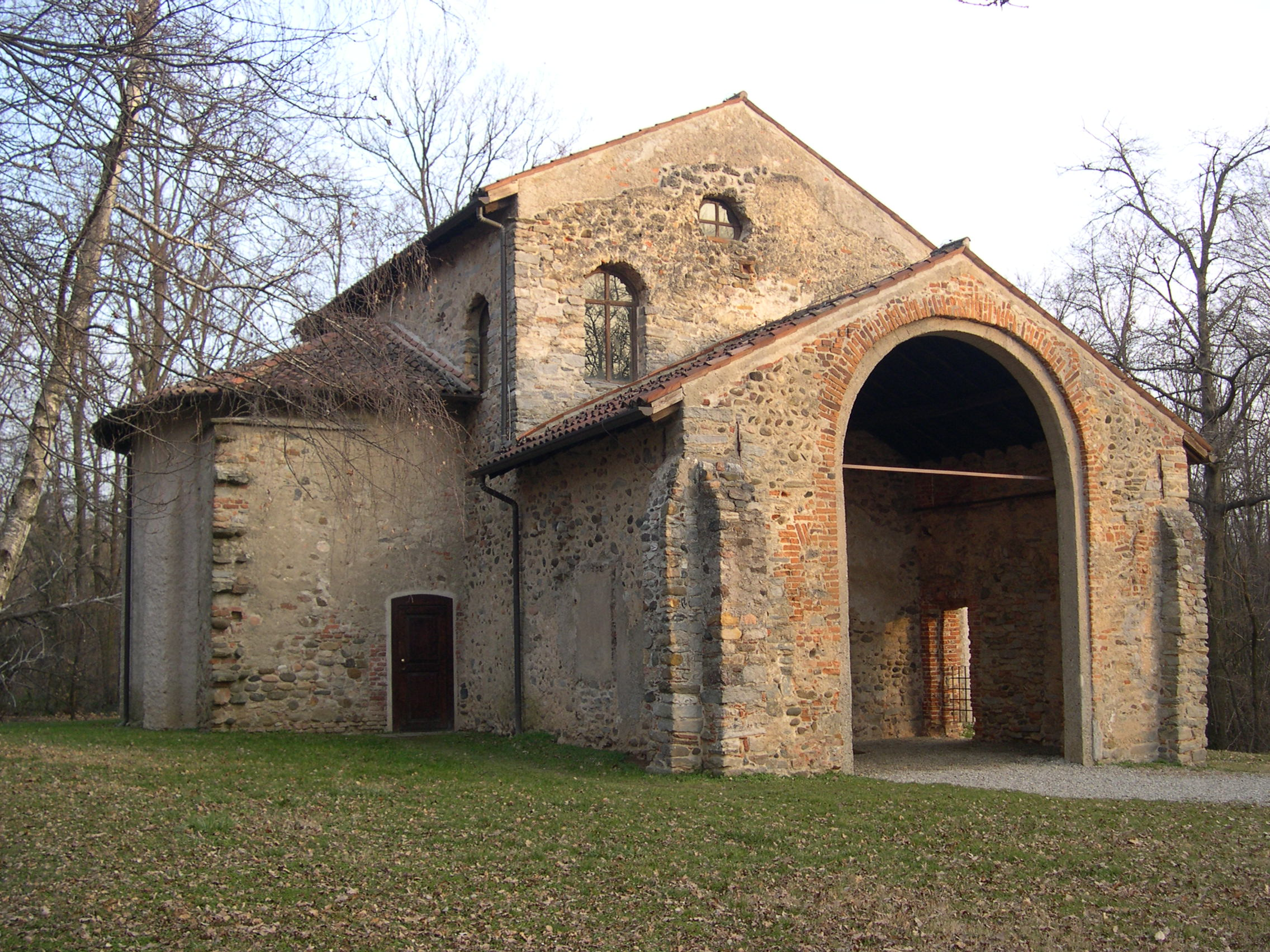
Iglesia de Santa Maria foris portas, en Castelseprio

La sede de la arquidiócesis se encuentra en la ciudad de Milán, en donde se halla la Catedral de la Natividad de la Virgen María. En el territorio de la arquidiócesis existen numerosas basílicas menores, entre ellas:
- Basílica de San Agustín, en Milán;
- Basílica de San Juan Bautista, en Monza;
- Basílica de Santa María de las Gracias, en Milán;
- Basílica de Santa Eufemia, Milán;
- Basílica del Corpus Domini, en Milán;
- Basílica de la Santísima Virgen de los Milagros, en Saronno;
- Basílica de la Natividad de San Juan Bautista, en Melegnano;
- Basílica de San Babila, en Milán;
- Basílica de San Calimero, en Milán;
- Basílica de San Carlos Borromeo al Corso, en Milán;
- Basílica de San Celso, en Milán;
- Basílica de San Esteban Mayor, en Milán;
- Basílica de San Eustorgio, en Milán;
- Basílica de San Juan Bautista, en Busto Arsizio;
- Basílica colegiata de San José, en Seregno;
- Basílica de San Lorenzo, en Milán;
- Basílica de San Magno, en Legnano;
- Basílica de San Marcos, en Milán;
- Basílica de San Martín y Santa María Asunta, en Treviglio;
- Basílica de San Martín Obispo, en Magenta;
- Basílica de San Nazaro en Brolo, en Milán;
- Basílica de San Nicolás, en Lecco;
- Basílica de San Pablo, en Cantù;
- Basílica de San Simpliciano, en Milán;
- Basílica de San Vicente en Prato, en Milán;
- Basílica de San Víctor al Corpo, en Milán;
- Basílica de San Víctor, en Missaglia;
- Basílica de San Víctor Mártir, en Varese;
- Basílica de Santa Inés, en Somma Lombardo;
- Basílica de San Ambrosio, en Milán;
- Basílica de San Antonio de Padua, en Milán;
- Basílica de Santa María Asunta, en Gallarate;
- Basílica de Santa María de Caravaggio, en Milán;
- Basílica de Santa María de la Pasión, en Milán;
- Basílica de Santa María de Lourdes, en Milán;
- Basílica de Santa María de los Milagros cerca de San Celso, en Milán;
- Basílica de Santa María Nueva, en Abbiategrasso;
- Basílica de los Santos Nereo y Aquiles, en Milán;
- Basílica de los Santos Pedro, Marcelino y Erasmo, en Marcellino ed Erasmo;
- Basílica de los Santos Siro y Materno, en Desio;
- Basílica de San Esteban, en Sesto San Giovanni;
- Basílica santuario de la Addolorata, en Rho;
- Basílica santuario de la Virgen del Bosco, en Imbersago.

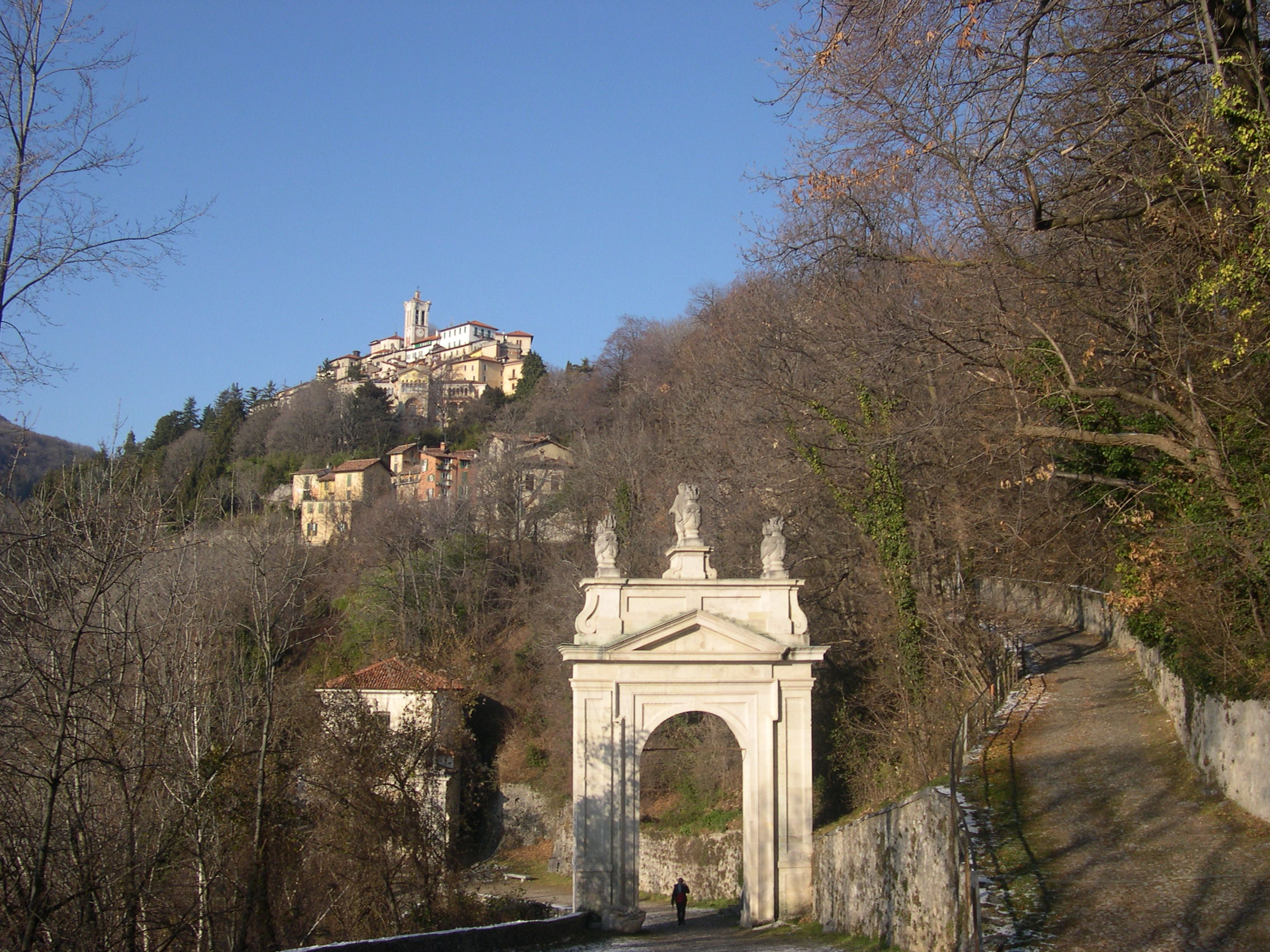
Santuario del Sacro Monte del Rosario, en Varese

Los bienes declarados Patrimonio de la Humanidad por la UNESCO en la arquidiócesis son: la basílica de Santa María de las Gracias, la iglesia de Santa Maria foris portas, el santuario de Santa María del Monte, las ruinas de la basílica de San Juan Evangelista y el antiguo monasterio de Santa María de Torba. El seminario de la arquidiócesis tiene su sede principal en Venegono Inferiore y el seminario menor la tiene en Séveso.

Mapa de las zonas pastorales de la arquidiócesis

En 2021 en la arquidiócesis existían 1107 parroquias agrupadas en 63 decanatos, que a su vez se agrupan en 7 zonas pastorales: 
- Zona pastoral I de Milán: comprende 168 parroquias agrupadas en 12 decanatos. Sigue el rito ambrosiano y a diferencia de otras zonas pastorales, también está dividida en 4 prefecturas (hasta 2021 eran 5).[7]
- Zona pastoral II de Varese: incluye 232 parroquias agrupadas en 11 decanatos. Sigue el rito ambrosiano.
- Zona pastoral III de Lecco: incluye 181 parroquias agrupadas en 10 decanatos. Sigue el rito ambrosiano, excepto en las parroquias de Civate (en el decanato de Lecco) y Varenna (en el decanato del Alto Lario), que siguen el rito romano.
- Zona pastoral IV de Rho: incluye 160 parroquias agrupadas en 9 decanatos. Sigue el rito ambrosiano.
- Zona pastoral V de Monza: incluye 152 parroquias agrupadas en 7 decanatos. Sigue el rito ambrosiano, excepto en el decanato de Monza, que sigue el rito romano (menos en la parroquia de San Giorgio al Parco, en la comuna de Biassono, que se celebra en rito ambrosiano).
- Zona pastoral VI de Melegnano: incluye 140 parroquias agrupadas en 8 decanatos. Sigue el rito ambrosiano, excepto en el decanato de Treviglio y en parte del decanato de Trezzo sull'Adda, que siguen el rito romano.
- Zona pastoral VII de Sesto San Giovanni: incluye 66 parroquias agrupadas en 6 decanatos. Sigue el rito ambrosiano.

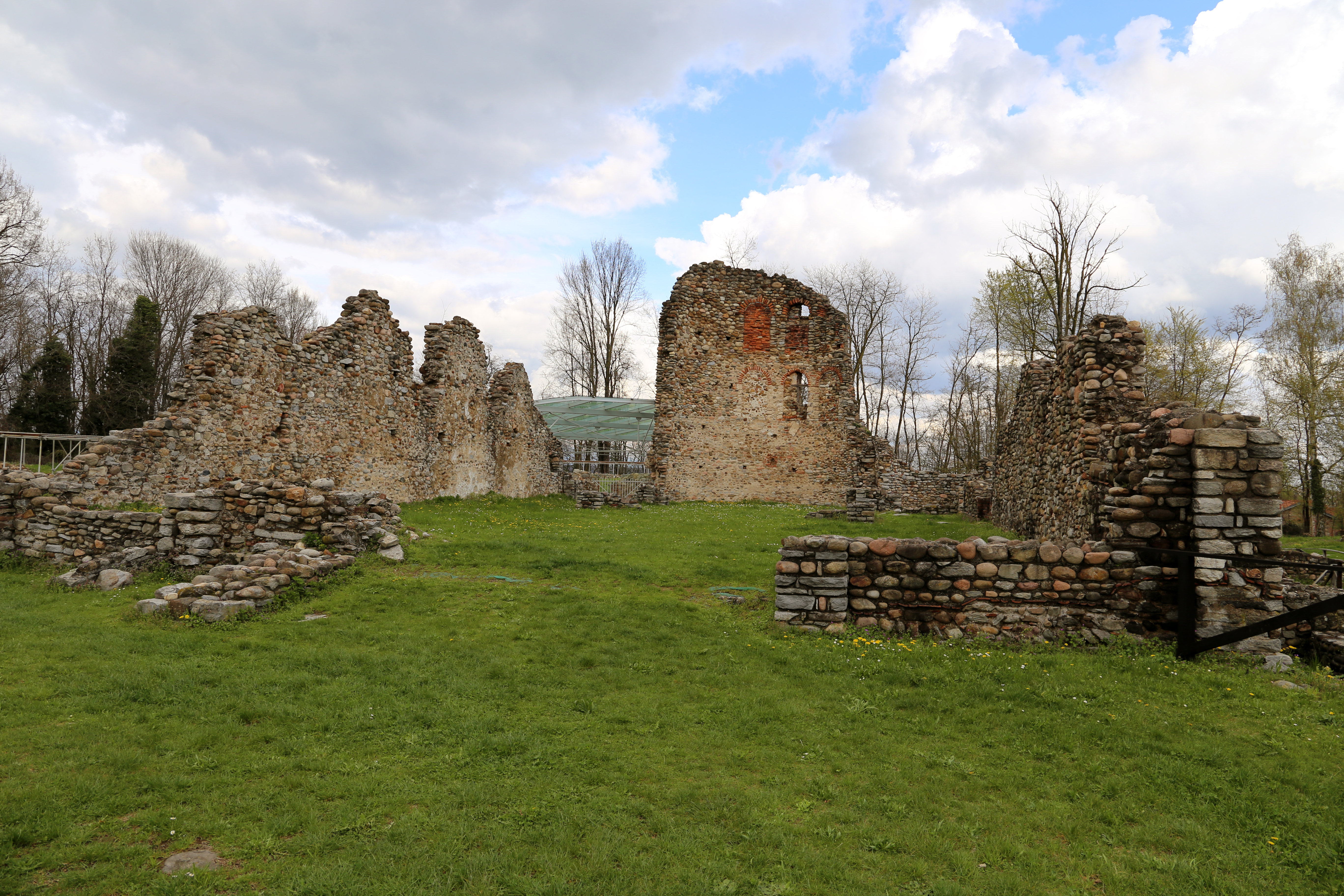
Basílica de San Juan Evangelista, en Castelseprio

Existen además 4 parroquias hospitalarias (en hospitales ubicados en Milán, Segrate, Monza y Varese) y 2 parroquias personales ubicadas en Milán (una para los migrantes y otra para los fieles de habla inglesa). Un elemento fuertemente característico de la arquidiócesis de Milán es el rito ambrosiano, adoptado en casi toda la arquidiócesis, aunque no en las iglesias no parroquiales dirigidas por el clero regular, en las que se adopta el rito romano.

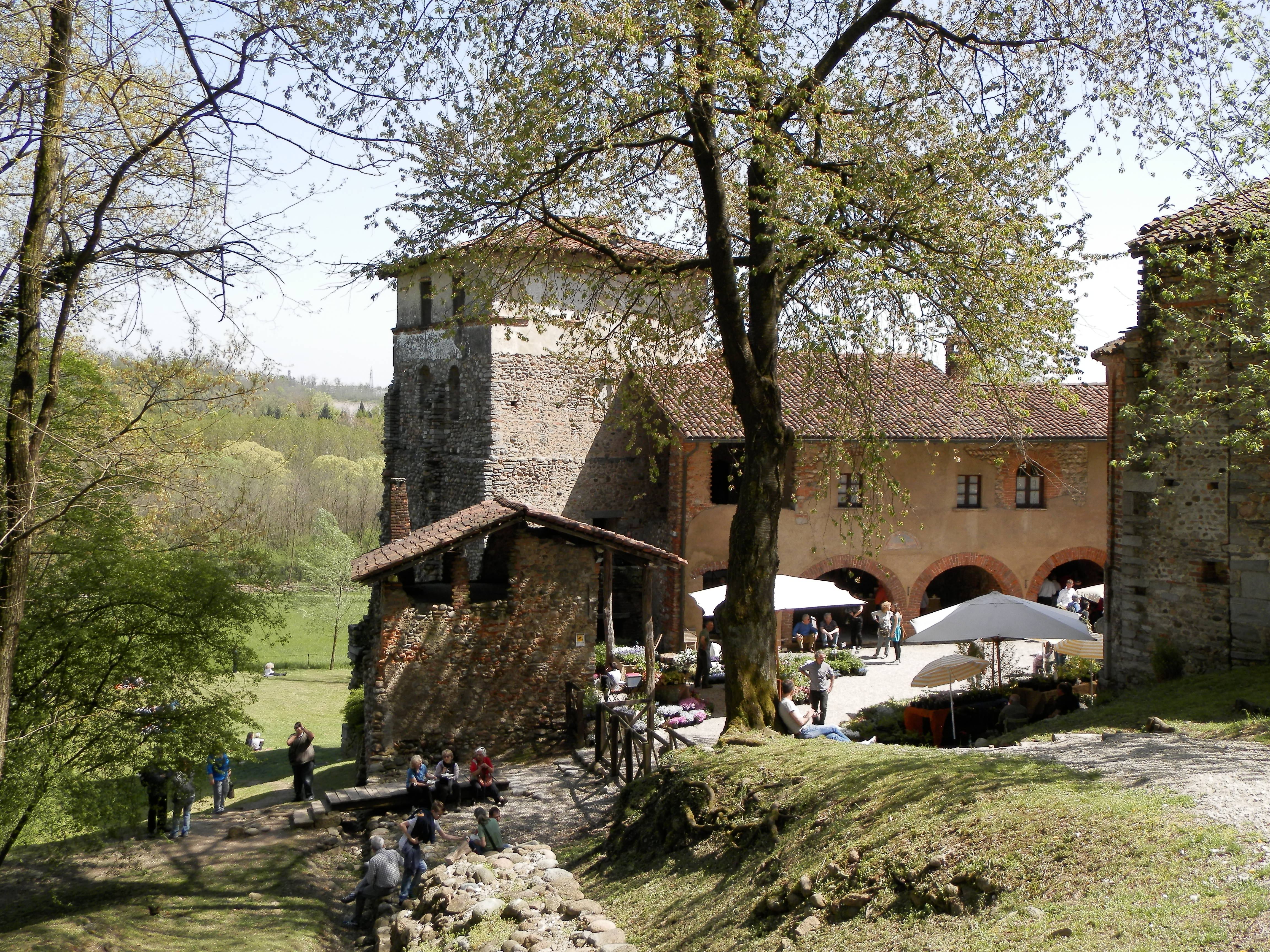
Monasterio de Torba

Actualmente es con diferencia la diócesis del mundo con más sacerdotes diocesanos, e, incluso contando los miembros de órdenes e institutos religiosos, que tienen sus casas generales en la ciudad, es la primera después de la diócesis de Roma. Incluso en términos de población total, se encuentra entre las diócesis más pobladas, y está entre las cinco primeras del mundo en términos de número absoluto de fieles, precedida por la arquidiócesis de Kinsasa, la arquidiócesis de Guadalajara, la arquidiócesis de Puebla de los Ángeles y de la arquidiócesis de San Pablo.

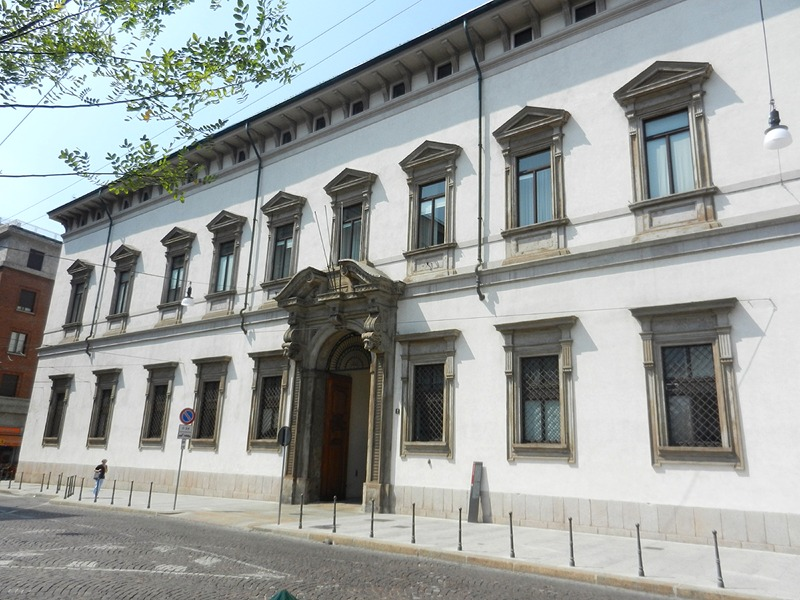
Palacio arzobispal en Milán

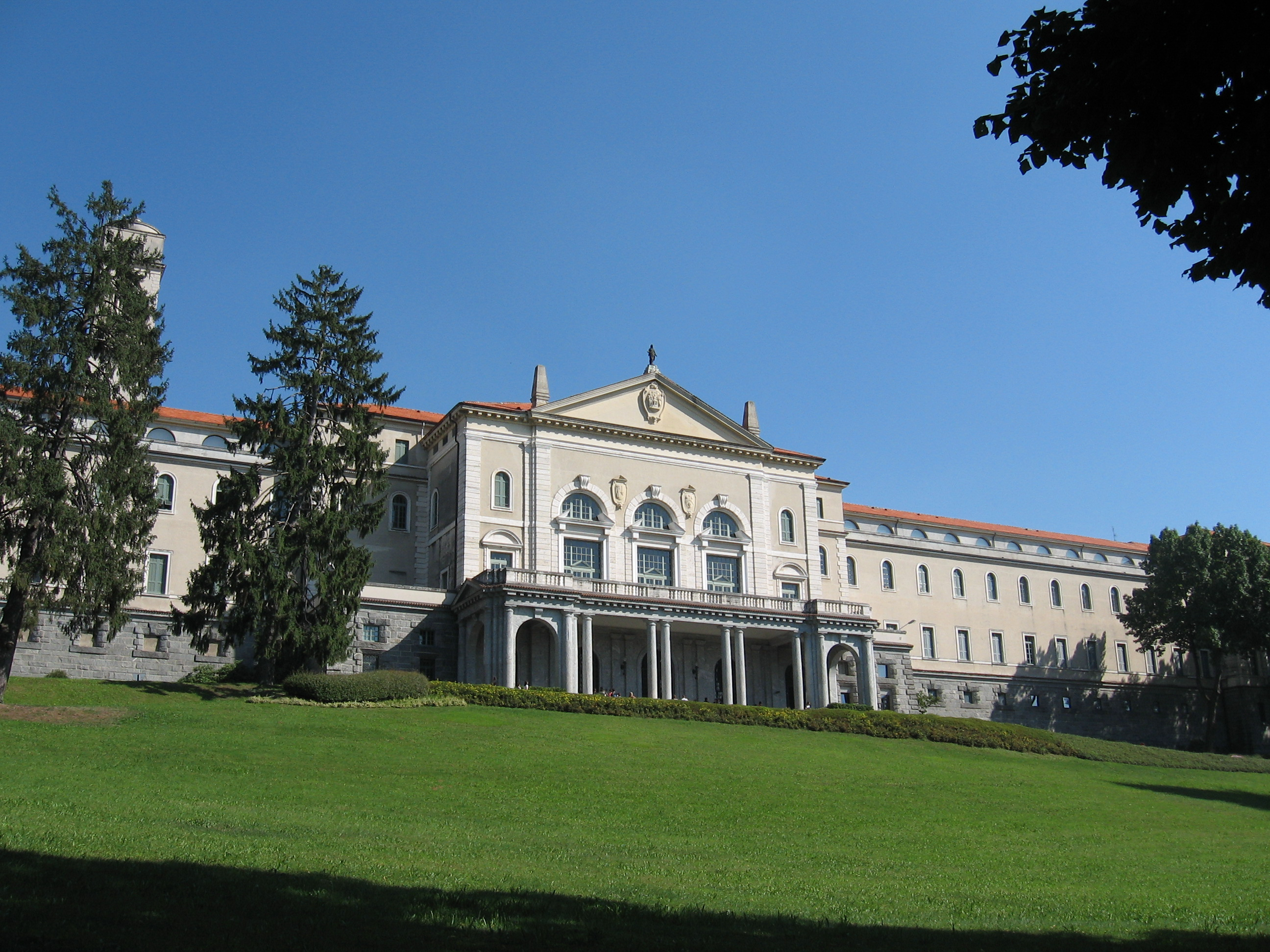
Seminario Archiepiscopal de Venegono Inferiore

### Provincia eclesiástica

Mapa de la región eclesiástica de Lombardía, que coincide con la provincia eclesiástica de Milán

En tiempos de Constantino I, Milán era la capital de la diócesis de Italia Anonaria y algunos indicios hacen pensar que ya a mediados del siglo IV era también la sede metropolitana, la primera en el norte de Italia, de todas las diócesis incluidas en las regiones Regio VIII Aemilia, IX Liguria, X Venetia et Histria y XI Transpadana. Muchas de las sedes episcopales dependientes de los metropolitanos ambrosianos pasaron a la provincia eclesiástica de Aquilea con el establecimiento de esta última hacia finales del siglo IV.
En el concilio milanés de 451, los obispos de Reggio, Plasencia, Brescello, Tortona, Pavía, Ivrea, Turín, Aosta, Lodi, Como, Coira, Génova, Asti, Novara, Cremona, Brescia, Vercelli, Albenga y Bérgamo
En los dos siglos siguientes, la provincia eclesiástica de Milán sufrió algunos cambios. Hacia finales del siglo V, en tiempos de Juan I Angelopte (477-494), la provincia eclesiástica de Rávena se expandió en detrimento de la de Milán, a la que le quitó las diócesis de Plasencia, Brescello (cuya sede fue probablemente trasladada a Parma) y Reggio. Entre finales del siglo IV y principios del VII, la sede de Como pasó a la provincia eclesiástica de Aquilea.
Excepto estas diócesis, en el concilio provincial de 679 están documentadas como dependientes del metropolitano milanés las demás diócesis ya atestiguadas en 451, más otras tres nuevas diócesis, Acqui, Savona y Ventimiglia.
En la Alta Edad Media, la provincia eclesiástica de Milán perdió la diócesis de Pavía, que pasó a estar inmediatamente sujeta a la Santa Sede debido a su predominio político en la época lombarda; Coira, pasó a la provincia eclesiástica de Maguncia en 843; y Aosta, que hacia mediados del siglo IX pasó a ser sufragánea de Tarentaise.
Aunque ya está atestiguada en el primer milenio cristiano, sólo a partir del siglo XI los obispos de Alba fueron miembros de la provincia eclesiástica de Milán, a la que también se añadió durante el mismo siglo la diócesis de Bobbio. En 1175 se erigió finalmente la diócesis de Alessandria, convertida en sufragánea de Milán.
En 1133 el papa Inocencio II estableció la provincia eclesiástica de Génova, lo que provocó la separación de las diócesis de Albenga y Bobbio de la provincia eclesiástica ambrosiana.
Posteriormente se añadieron nuevas diócesis a la provincia milanesa: Mondovì, erigida en 1388, Casale Monferrato, erigida en 1474 y Vigevano, erigida en 1530. Sin embargo, ya en 1515 Milán había perdido las diócesis de Mondovì e Ivrea como sufragáneas, que habían pasado a la recién formada provincia eclesiástica de Turín.
En la época de san Carlos Borromeo (segunda mitad del siglo XVI), la provincia eclesiástica de Milán incluía 15 diócesis: Acqui, Alba, Alessandria, Asti, Bérgamo, Brescia, Casale, Cremona, Lodi, Novara, Savona, Tortona, Ventimiglia, Vercelli y Vigevano. A estas se añadió en 1789 la diócesis de Como, que volvió así a la metrópolis milanesa después de más de diez siglos.
El período napoleónico supuso una reestructuración total de la provincia eclesiástica ambrosiana. En 1803 perdió todas las diócesis piamontesas y ligures, excepto la diócesis de Novara, adquiriendo sólo la diócesis de Pavía. En 1817, con la creación de la provincia eclesiástica de Vercelli, Milán tuvo que ceder las diócesis sufragáneas de Novara y Vigevano. En 1820, siete diócesis parecían pertenecer a la sede metropolitana de Milán: Bérgamo, Brescia, Como, Cremona, Lodi, Pavía y Mantua (esta última, hasta ese momento, había estado inmediatamente sujeta a la Santa Sede).
Los últimos cambios se remontan a 1835, cuando la diócesis de Crema pasó a formar parte de la provincia eclesiástica de Milán, y a 1974, cuando la diócesis de Vigevano volvió a la metrópolis de Milán.
La arquidiócesis tiene como sufragáneas a las diócesis de: Bérgamo, Brescia, Como, Crema, Cremona, Lodi, Mantua, Pavía y Vigevano.

### Actividad editorial
La arquidiócesis desarrolla su actividad editorial a través de tres marcas de la editorial ITL (cuyo nombre original Impianti Tipografici Lombardi cambió posteriormente a Impresa Tecnoeditoriale Lombarda), fundada en abril de 1946 por Giuseppe Bicchierai para volver a imprimir el periódico L'Italia (nacido en 1912 y de cuyas cenizas nació, en 1968, Avvenire, fruto de la fusión entre el histórico periódico católico milanés y el periódico boloñés L'Avvenire d'Italia):
- Centro ambrosiano, acrónimo que cubre las publicaciones oficiales de la arquidiócesis de Milán, como las cartas del arzobispo o las directrices de los servicios e institutos diocesanos. Estas obras relacionadas con la vida pastoral van acompañadas de series que tocan diferentes temas y algunas de cuyas obras han sido traducidas a otros idiomas;
- Editrice in Dialogo, fundada en 1979 y que se ocupa de las publicaciones de la Acción Católica Ambrosiana, generalmente textos con finalidad educativa;
- Istituto di Propaganda Libraria, con publicaciones sobre estudios e ideas destinadas a públicos más reducidos, activo desde 1934.[9]

En todas las parroquias de la arquidiócesis se distribuye mensualmente Il Segno, encargado por el cardenal Giovanni Battista Montini para acompañar y hacer más "universal" el papel de los boletines parroquiales individuales.

## Historia

### Orígenes
Algunos catálogos bizantinos sobre los Discípulos del Señor (escritos entre los siglos VII y VIII) afirman que san Bernabé, después de llegar a Roma con san Pedro, fundó la Iglesia en Milán; el mismo episodio se encuentra presente en las obras de Pablo el Diácono y en numerosos textos milaneses (a partir del siglo IX), que lo asocian a la figura de san Anatalón como ayudante de Bernabé. La mayoría de los historiadores creen que el testimonio bizantino no es fiable y que la datación transmitida en el contexto milanés se obtuvo dilatando la duración de los primeros episcopados; así, aceptando la veracidad de los nombres de los primeros obispos transmitida mediante la tradición (a partir de Anatalón) y retrocediendo desde Mirocles (de quien se sabe que asistió a un sínodo en Letrán en 313), plantean la hipótesis de que la diócesis fue fundada a principios del siglo III. En cualquier caso, la presencia cristiana en Milán está atestiguada arqueológicamente desde la época apostólica. 
Varios cristianos que sufrieron martirio durante las persecuciones de los siglos III y IV son venerados en Milán, entre ellos Gervasio y Protasio (primera persecución de Diocleciano), Víctor de Mauritania, Nabor, Félix, Nazari y Cielos.

### Ambrosio
Históricamente la iglesia milanesa habría estado en plena comunión con el papado. Entre sus obispos se destacan Eustorgio y Dionigi, que firmemente se opusieron a la apostasía impuesta por el emperador Constantino II. Dionisio tuvo que exiliarse en Capadocia (355), mientras que los romanos pusieron a Auxencio en el trono episcopal de Milán. A la muerte de Auxencio, Ambrosio fue elegido obispo por la gente de Milán, cerca del 374.
A partir del siglo IV, tras la llegada de Constantino como emperador romano, las noticias y las dataciones se vuelven más fiables. Aunque el primero en ser llamado "arzobispo" fue Teodoro II, la elevación a arquidiócesis se hace coincidir con el episcopado de Ambrosio, momento en el que este último trabajó intensamente para restablecer el predominio de la doctrina romana sobre la arriana y en el que adquirió un gran peso político, correspondiendo también a la presencia de la corte imperial en Milán y aprovechándose de las posiciones de relativa debilidad de los emperadores de su época, Graciano y Valentiniano II. A pesar de la sustancial aceptación del Imperio por parte de Ambrosio, los conflictos fueron más acalorados con Teodosio I, pero finalmente se reconciliaron. La historia de la diócesis de Milán quedará profundamente ligada a la figura de san Ambrosio, obispo de la ciudad del 374 al 397.
El obispo Eusebio convocó un sínodo provincial en 451 al que asistieron veinte obispos, en el que se condenó el Concilio de Éfeso II.
Hasta el siglo V la diócesis de Milán siguió siendo la única metrópolis del norte de Italia.
Ya en septiembre del 600, el papa Gregorio Magno habló del obispo electo de Milán, Deodato, no tanto como sucesor, sino más bien como "vicario de san Ambrosio". En el 881, sin embargo, el papa Juan VIII definió por primera vez la diócesis como "ambrosiana", término que aún hoy se utiliza para identificar no sólo a la Iglesia de Milán, sino a veces también a la propia ciudad.
El legado de Ambrosio se perfila principalmente a partir de su actividad pastoral: la predicación de la Palabra de Dios combinada con la doctrina de la Iglesia católica, la atención a los problemas de la justicia social, la acogida de personas procedentes de pueblos lejanos, la denuncia de los errores en la vida civil y política.

### Caída del Imperio y exilio genovés
Después de Ambrosio, en el período final desde la antigüedad tardía hasta el reinado de los godos de Teodorico el Grande (entre el siglo IV y la primera mitad del VI), con el traslado de la corte imperial de Milán a Ravena primero, y luego con la caída del Imperio, el arzobispo asumió cada vez más un papel civil de "sustituto" de las decadentes instituciones imperiales, llegando incluso a administrar justicia. La Iglesia de Milán, durante unos veinte años, no reconoció la autoridad del Concilio de Constantinopla II (553).
Durante el periodo de la guerra gótica, el obispo Daci (530-532) vivió prácticamente siempre en el exilio de Constantinopla.
La situación cambió radicalmente con la llegada a Italia de los lombardos, menos tolerantes que los godos (aunque probablemente arrianos como ellos) hacia las instituciones que preexistían a su dominio. Con el descenso de Alboino y la ocupación del 568, el arzobispo de la época, Honorato, incluso abandonó Milán y se trasladó con todo su séquito a Génova, donde la curia permaneció durante 80 años, debilitando así la gestión de la diócesis y favoreciendo indirectamente la afirmación en Milán del cisma cisma de los Tres Capítulos, firmado con Aquilea hacia 554 por sus predecesores, y que garantizó la autonomía de la Iglesia milanesa durante 38 años, pues los longobardos eran enemigos de los bizantinos. La iglesia milanesa volvió del cisma en 573 bajo el episcopado de Lorenzo II. El clero menor (decumano) que permaneció en el territorio dominado por los lombardos siguió simpatizando con los tricapitolinos durante varios años. Con la conquista de Liguria por Rotario, el entonces arzobispo Forte huyó a Roma, dejando el cargo a Juan el Bueno (hoy venerado como santo), quien en 649 devolvió la sede a Milán.

### Período carolingio
La segunda mitad del siglo VII vio el retorno del papel del arzobispo en un contexto puramente espiritual, que permitió una convivencia pacífica con las autoridades civiles lombardas. Con la llegada a Italia de Carlomagno y la consiguiente derrota de los lombardos por los francos, la situación sufrió un nuevo cambio. Dado que la política carolingia tenía fuertes connotaciones religiosas, la nueva clase dominante prefirió favorecer el nombramiento de figuras leales a ella, el primero de los cuales fue Pietro I Oldrati. Siguieron una serie de arzobispos cada vez más activos en la esfera política hasta intervenir en la lucha de sucesión por el Regnum Italiae entre el emperador Ludovico Pío y su sobrino Berenguer I de Italia, en la que Anselmo I se puso del lado de este último.
Este episodio indujo a la facción vencedora de la disputa (la de Ludovico) a favorecer la elección de posteriores arzobispos de origen franco: Angilberto I y Angilberto II. Este último, en particular, asumió un destacado papel político que lo llevó a convertirse en intermediario en el conflicto surgido entre Lotario (entonces rey de Italia) y el emperador Luis II. El éxito de esta mediación hizo que Angilberto adquiriera, además de un considerable prestigio político, numerosas donaciones feudales en las zonas de influencia de Pavía y del cantón del Tesino.
Angilberto fue también una figura destacada durante el imperio de Luis II y dejó a sus sucesores una situación de gran prestigio. Fue entonces Ansperto Confalonieri, también hombre de confianza de Luis II aunque de origen lombardo, quien consolidó definitivamente el poder político de la arquidiócesis.
Ansperto se convirtió en enviado de Luis II y entró en la sucesión del emperador que, al no tener hijos varones, había designado a su tío Luis o a uno de los hijos de este último. Por el contrario, el papa Juan VIII apoyó la candidatura de Carlos el Calvo, perteneciente a la rama francesa de la familia. Ansperto, cuya opinión resultó decisiva, se puso del lado del papa y Carlos el Calvo fue coronado. Evidentemente, el apoyo de Ansperto fue recompensado con nuevas donaciones imperiales que, tanto en términos de riqueza como de fuerza militar, devolvieron a Milán una posición de preeminencia en el norte de Italia.

### SigloIXen la época de los Comunes
La influencia política de la arquidiócesis siguió siendo fuerte incluso después del abandono de Milán por la dinastía carolingia. El arzobispo Valperto de Medici recibió varias donaciones de castillos en la zona de Lombardía del emperador Otón I del Sacro Imperio Romano Germánico, pero sus sucesores intentaron limitar el poder de los obispos trabajando para favorecer la elección de las figuras más cercanas a ellos. Esta estrategia culminó con la elección de Landolfo II da Carcano, quien sin embargo fue obligado por los ciudadanos a abandonar la ciudad. En este período comenzó a gestarse la lucha entre la autoridad religiosa, representada por la curia, y la autoridad civil, representada por las familias conciliares leales al emperador, por la supremacía del gobierno de las ciudades, conflicto que conduciría más tarde a la Querella de las investiduras.
Dos figuras notables de este período fueron Arnulfo II y Ariberto da Intimiano. El primero era muy cercano a Otón III, tanto es así que brindó su apoyo militar a su hijo Enrique II en su lucha contra Arduino de Ivrea, obteniendo honores y recompensas; con el segundo la arquidiócesis de Milán logró mantener bajo control (siempre con el consentimiento de Enrique II) gran parte del territorio delimitado por los ríos Po, Adda y Tesino.
Sin embargo, fue precisamente esta presencia de Ariberto la que provocó que las ciudades vecinas y antagónicas y los propios señores feudales de la ciudad se volvieran contra el arzobispo. Estas quejas fueron apoyadas por Conrado II quien vio una oportunidad para reducir el peso de Ariberto. El arzobispo, sin embargo, logró reunificar la ciudad ante el temor de que Milán perdiera su autonomía respecto al Imperio; resistió al Imperio hasta la muerte de Conrado y se reconcilió con su sucesor Enrique III. Una vez desaparecido el peligro común que había unido a los componentes del Milán del siglo XI, las familias más poderosas volvieron a intentar liberarse del poder del arzobispo para gobernar la ciudad de forma autónoma a través de instituciones comunales.

### Período comunal
En el período siguiente los arzobispos milaneses participaron en la lucha por las investiduras y en la revuelta de los patarinos. Así se alternaron elecciones, no siempre consideradas legítimas, a menudo dictadas por el emperador o por los patarinos (estos también fueron apoyados en clave antiimperial por el papa Gregorio VII), como las de Guido da Velate, Goffredo da Castiglione y Attone. Estos personajes tuvieron que enfrentarse muchas veces a revueltas, hasta el punto de que debieron soportar excomuniones, acusaciones de simonía, e incluso se vieron obligados a huir como le ocurrió a Tedaldo.
Después de este período de desorden, la Iglesia milanesa volvió a desempeñar un papel importante en la política del norte de Italia, logrando explotar la intención del papado de convertirla en un puesto de avanzada contra el Imperio. El primer arzobispo que asumió este papel fue Anselmo III de Rho. Sin embargo, no quiso romper definitivamente las relaciones con Enrique IV, cuyos regalos aceptó, lo que según las reglas establecidas por Gregorio VII debería haberle costado la excomunión. Su posición, sin embargo, se alivió con la elección del sucesor de Gregorio, Urbano II, cuya política más pragmática le aconsejó limitarse a retirarlo durante un cierto período en un convento lombardo y luego restituirlo en su cargo.
En el siglo XII los sucesores de Anselmo III, Arnulfo III y Anselmo IV de Bovisio, continuaron la política de su predecesor, oponiéndose a Enrique IV también mediante el apoyo prestado a Conrado de Lorena, su hijo "rebelde". Anselmo IV fue también el impulsor de la Cruzada de 1101 convocada por Urbano II, hasta el punto de que reunió fuerzas armadas y partió hacia Tierra Santa para no regresar jamás.
Los nombramientos posteriores fueron condicionados por el papa Pascual II (luchando entonces con el emperador Enrique V), quien hizo elegir primero a Grossolano y luego lo depuso en favor de Jordán de Clivio. Sin embargo, estos nombramientos acabaron produciendo, como un siglo antes, desapego y hostilidad de la sociedad milanesa hacia Roma, que prefirió cambiar de actitud para no exacerbar demasiado los conflictos con la diócesis más importante del norte de Italia.
Tan pronto como se aflojó el control del papado, el arzobispo Anselmo V Pusterla apoyó la guerra de Milán contra Como (participando incluso en acciones militares) lo que provocó un fuerte "enfriamiento" de las relaciones con Roma, que culminó con la coronación por parte de Anselmo V de Conrado de Suabia como Rey de los romanos en oposición a Lotario , cuyo nombramiento como emperador había sido favorecido por el Papa. La situación se volvió aún más confusa en 1130 , año en el que la muerte del Papa Honorio II provocó un cisma con la elección de Inocencio II y el antipapa Anacleto II . Éste buscó y obtuvo el apoyo de Anselmo, pero con la afirmación final de Inocencio II, el arzobispo fue excomulgado y depuesto.
Tan pronto quedó libre del control del papado, el arzobispo Anselmo V Pusterla apoyó la guerra entre Milán y Como (participando personalmente a las acciones militares), lo que supuso un enfriamiento de las relaciones con Roma, que culminó con la coronación por parte de Anselmo de Conrado III como rey de romanos, en oposición a Lotario, la nominación del que como emperador era la favorita por el papa. La situación aún se hizo más confusa en 1130, cuando la muerte del papa Honorio II llevó a un cisma con la elección de Inocencio II y del antipapa Anacleto II. Este último buscó y consiguió obtener el apoyo de Anselmo, pero con la afirmación final de Inocencio, Anselmo fue excomulgado y depuesto.
Después de un nuevo período de inestabilidad, con la elección de Umberto I da Pirovano, se reformó la unidad de los componentes de la sociedad milanesa. Umberto, aunque reivindicó ante el papado, fue capaz de mantener la tradicional relación de vecindad del arzobispado con el Imperio. La situación, sin embargo, estaba destinada con el ascenso al trono de Federico I Barbarroja. Estos, de hecho, decidieron reducir la influencia de Milán en el norte de Italia, acogiendo las protestas de las villas cercanas y se demostró decididamente hostil hacia la metrópolis. Continuando con la disputa entre Alejandro III y Víctor IV (sostenido por Federico), que lucharon por el trono papal a la muerte de Adriano IV. Umberto decidió apoyar a Alejandro ante Víctor, entrando en conflicto con la autoridad imperial. Se creó un conflicto abierto entre Alejandro III y Milán por un lado, y por Federico, Víctor IV y las ciudades antagonistas en Milán por el otro. Este conflicto comportó el asedio y la total destrucción de Milán por parte de Barbarroja en marzo de 1162. Umberto se refugió en Génova y nunca más pudo volver a Milán.
La destrucción de Milán se convirtió en el símbolo de la dominación imperial sobre el norte de Italia y como reacción se organizó la oposición a Federico, que luego tomó forma en la Liga Lombarda. Esta oposición fue apoyada por Alejandro III y cuando, tras la Batalla de Legnano y otras derrotas sufridas, Federico estipuló el Tratado de Constanza, Milán pudo volver a disfrutar de su autonomía (al tiempo que reconocía formalmente la autoridad del Imperio). El arzobispo de Milán se convirtió así en la figura de referencia de las relaciones entre Milán y Federico (y por lo tanto entre el papado y el Imperio).
El sucesor de Umberto, Galdino della Sala (hoy venerado como santo), asumió esta importante tarea, convirtiéndose en el punto de referencia de Alejandro III y una de las figuras más influyentes de su tiempo en todo el norte de Italia: de hecho, supervisó las alianzas formadas en la Liga Lombarda y también por iniciativa suya se fundó la ciudad de Alessandria para contrarrestar el marquesado de Montferrato, leal a Federico. Su labor pastoral fue tal que Galdino pronto fue nombrado copatrono de la ciudad junto con Ambrosio, tanto por su labor como defensor civitatis (defensor e incluso "reconstructor" de Milán tras la destrucción de la ciudad), como por la de pater pauperum ("padre de los pobres") a través de obras de caridad y asistencia dirigidas específicamente a los pobres y a aquellos que habían acabado en prisión por deudas impagas.
Tras el fin del cisma con la afirmación definitiva de Alejandro III, Milán firmó un tratado con Federico en 1185 en el que se le permitía ampliar su influencia hacia el sur (Pavía y Cremona), siempre y cuando se comprometiera a apoyar al Imperio en su lucha por recuperar los bienes que había perdido en Italia durante el cisma y cuya posesión no había sido definida por tratados anteriores.
Por lo tanto, Milán se encontraba una vez más entre el Imperio y el papado. Por este motivo, el clero milanés eligió como arzobispo al cardenal Uberto Crivelli, un firme partidario del papado. La figura de Uberto resultó ser tan fuerte que también se impuso en la sucesión al trono papal tras la muerte del papa Lucio III: el cardenal arzobispo se convirtió así en papa con el nombre de Urbano III, sin abandonar, sin embargo, la arquidiócesis de Milán. Así, a pesar de haber firmado un tratado que la vinculaba al Imperio, la ciudad se convirtió en uno de los centros más implicados en la lucha antiimperial y como reacción los órganos comunales acentuaron su desapego de la curia. En respuesta, Urbano III dio su apoyo a Cremona (adversario de Milán y del Imperio). El conflicto entre la curia y la comuna sólo se detuvo con la muerte de Urbano III, seguida de la elección como arzobispo de Milone da Cardano, exobispo de Turín.
Milone, que formaba parte de la curia de Milán ya en el momento de su destrucción por Barbarroja y había seguido a Alejandro III, demostró ser más diplomático que su predecesor, logrando reconciliar los desacuerdos previamente creados con la clase noble que dominaba la comuna. Incluso sus sucesores, siguiendo la misma línea, se acercaron cada vez más a la clase dominante y se vieron arrastrados a conflictos con el entonces naciente Partido Popular, perdiendo así autoridad incluso en el campo eclesiástico. Sólo en la segunda mitad del siglo XIII, con el ascenso de Otón Visconti y la derrota definitiva del Partido Popular, se reafirmó el poder de la arquidiócesis de Milán, aunque de forma totalmente diferente, ligado al inicio del período de la signoria.

### Época de los Visconti
Después de la muerte de Leone da Perego en 1257, que había intentado en vano resolver los desacuerdos internos entre las facciones noble y popular (hasta el punto de verse obligado a exiliarse en Legnano), la elección del sucesor resultó problemática.
La principal figura política de Milán en aquella época era Martín della Torre, capitano del popolo y sucesor de su hermano Pagano, que de hecho fue el primero de los gobernantes de Milán en darle a la comuna la forma de signoria. De inspiración güelfa, sin embargo, para mantener un amplio consenso en el seno de la ciudad, nombró capitán de las milicias al gibelino Oberto Pallavicino, más cercano a la facción noble.
Este nombramiento provocó ciertos roces con Roma y acabó impidiendo la elección como arzobispo tanto de Raimondo della Torre (sobrino de Martín), apoyado por los populares, como de Francesco da Settala apoyado por los nobles, por lo que en 1262 el papa Urbano IV nombró arzobispo a Otón Visconti.
La reacción de los Della Torre se expresó en la confiscación de los bienes de la arquidiócesis y en el ataque por parte de Pallavicino a los numerosos castillos y posesiones de los Visconti en la zona del lago Mayor. Sin embargo, de esta manera Otón se convirtió en el punto de referencia para los oponentes de Della Torre y del Partido Popular. Los enfrentamientos continuaron durante años, mucho más allá de la muerte de Urbano IV y de Martino della Torre y Pallavicino.
En 1277 la Batalla de Desio marcó la victoria definitiva de Otón que derrotó al partido popular y redujo a prisión al entonces señor de Milán Napoleón della Torre, obteniendo así efectivamente, además del arzobispado, la signoria. La afirmación de Otón tuvo el efecto de acercar la curia a la facción noble, de hecho con la Matricula nobilium familiarum Mediolani sancionó que el acceso a los principales cargos eclesiásticos del clero milanés debería reservarse a quienes provenían del círculo de la comunidad noble local. Luego, en 1287, Otón designó a su sobrino Mateo I Visconti como capitano del popolo, estableciendo efectivamente el dominio de los Visconti sobre Milán. Con ello liquidó la República de Milán y estableció el poder de la Casa de Visconti, que gobernarían el Ducado de Milán entre 1277 y 1447.
La muerte de Otón coincidió con un regreso temporal de la familia Della Torre que pudo contar con el apoyo de Raimondo (que entretanto se había convertido en patriarca de Aquilea), pero el control obtenido por los Visconti sobre Milán les permitió superar el momento interlocutorio que culminó con la expulsión de Milán de Mateo Visconti y la elección como arzobispo de Cassono della Torre. Después de algunos años, la arquidiócesis regresó a los Visconti en la persona de Giovanni Visconti.

### Historia moderna
La figura que marcó la historia moderna de la iglesia de Milán fue San Carlos Borromeo, arzobispo de Milán entre 1564 y 1568, el cual fue una de las principales figuras durante la Contrarreforma y fue responsable de reformas significativas en la Iglesia católica. Sus esfuerzos pastorales también fueron seguidos por sus sucesores, como Federico Borromeo (muerto en 1631) y Giuseppe Pozzobonelli (muerto en 1783).
En 1787 se agregaron a la diócesis de Bérgamo las parroquias de Calolzio, Carenno, Castelrossino, Erve, Lorentino, Somasca y Vercurago, ya dependientes de la pieve de Olginate.
En la segunda mitad del siglo XIX, las autoridades civiles impidieron al arzobispo Paolo Angelo Ballerini ejercer su actividad pastoral. De hecho, la diócesis estaba gobernada por Carlo Caccia Dominioni (1859-1866) en su doble función de vicario capitular ante el Estado italiano y de vicario general de Bailarines frente a la Santa Sede.
Luego de la independencia del cantón del Tesino en 1803, un convenio entre la Santa Sede y la Confederación Suiza el 1 de septiembre de 1884 hizo que la arquidiócesis perdiera el territorio de los Altos Valles (Blenio, Riviera y Leventina), en el cantón del Tesino, que fueron anexados a la recién creada administración apostólica del cantón del Tesino (hoy diócesis de Lugano). Los tres valles del Tesino siguen el rito ambrosiano.
Del 31 de agosto al 6 de septiembre de 1895 Milán acogió el tercer Congreso Eucarístico nacional italiano. También fue sede del XX Congreso Eucarístico nacional del 14 al 22 de mayo de 1983, en el que participó como legado papal el cardenal Carlo Confalonieri. La misa final fue celebrada por el papa Juan Pablo II. El mismo pontífice regresó a Milán en noviembre del año siguiente, con motivo del cuarto centenario de la muerte de san Carlos Borromeo. La arquidiócesis luego recibió al papa Benedicto XVI en una visita pastoral en junio de 2012, y al papa Francisco el 25 de marzo de 2017.
En el siglo XX, dos cardenales arzobispos de Milán han sido elegidos al papado: en 1922, el cardenal Ambrogio Damiano Ratti fue elegido como Pío XI; y el 1963 el cardenal Giovanni Battista Montini fue elegido como Pablo VI. Entre 1979 y 2002 la iglesia milanesa fue regida por el cardenal Carlo Maria Martini, SJ, que fue uno de los principales referentes de la izquierda católica.
La arquidiócesis ha cedido pequeñas porciones de su territorio a las siguientes diócesis vecinas:
- a la diócesis de Pavía el territorio de las comunas de Chignolo Po, el 10 de junio de 1925 mediante la constitución apostólica Vertit in animarum de papa Pío XI,[18] y de Torrevecchia Pia, el 15 de enero de 1979 mediante el decreto Quo aptius de la Congregación para los Obispos;[19]
- a la diócesis de Lodi el territorio de Riozzo, parte de la parroquia de San Giovanni Battista en Melegnano, el 23 de mayo de 1978 mediante el decreto De animarum de la Congregación para los Obispos,[20] y las parroquias de Colturano y Balbiano, el 3 de marzo de 1989 mediante el decreto Quo aptius de la Congregación para los Obispos;[21]
- a la diócesis de Como la parroquia de Santi Vito e Modesto en Lomazzo, el 3 de enero de 1981 mediante el decreto Quo aptius de la Congregación para los Obispos,[22] y la parroquia de San Giovanni Evangelista en Montorfano, el 15 de septiembre de 1982 mediante el decreto Quo facilius de la Congregación para los Obispos;[23]
- a la diócesis de Bérgamo la parroquia de Sant'Antonio Abate en Vedeseta el 27 de junio de 1995,[24] y la parroquia de San Bartolomeo en Brumano, el 16 de junio de 2006.[25]

En 1974 el cardenal Giovanni Colombo, arzobispo de Milán, y el obispo de Como, Felice Bonomini, llegaron a un acuerdo sobre la redefinición de las fronteras eclesiásticas entre sus circunscripciones. Por este acuerdo la parroquia de los Santos Gervasio y Protaso (en Saltrio) fue cedida a la arquidiócesis de Milán y aceptada por decreto del 9 de septiembre de 1982 del cardenal Martini, pasando al rito ambrosiano.

## Estadísticas
Según el Anuario Pontificio 2022 la arquidiócesis tenía a fines de 2021 un total de 4 908 331 fieles bautizados.
| Año                                                                             | Población | Población | Población      | Sacerdotes | Sacerdotes | Sacerdotes | Católicos por sacerdote | Diáconos permanentes | Religiosos | Religiosos | Parroquias y cuasiparroquias |
| Año                                                                             | Católicos | Total     | % de católicos | Total      | Diocesanos | Regulares  | Católicos por sacerdote | Diáconos permanentes | Masculinos | Femeninos  | Parroquias y cuasiparroquias |
| ------------------------------------------------------------------------------- | --------- | --------- | -------------- | ---------- | ---------- | ---------- | ----------------------- | -------------------- | ---------- | ---------- | ---------------------------- |
| 1950                                                                            | ?         | 3 500 000 | ?              | 2100       | 2100       | ?          | ?                       |                      | ?          | 11 500     | 879                          |
| 1970                                                                            | 4 210 000 | 4 250 000 | 99.1           | 3611       | 2443       | 1168       | 1165                    | 1                    | 2181       | 12 945     | 1044                         |
| 1980                                                                            | 4 918 500 | 5 123 416 | 96.0           | 3556       | 2371       | 1185       | 1383                    | 1                    | 1779       | 11 500     | 1120                         |
| 1990                                                                            | 4 858 000 | 5 060 400 | 96.0           | 3375       | 2337       | 1038       | 1439                    | 7                    | 1546       | 9400       | 1140                         |
| 1999                                                                            | 4 755 013 | 5 058 545 | 94.0           | 2615       | 2244       | 371        | 1818                    | 23                   | 754        | 8800       | 1109                         |
| 2000                                                                            | 4 773 478 | 5 078 189 | 94.0           | 2638       | 2266       | 372        | 1809                    | 29                   | 756        | 8833       | 1108                         |
| 2001                                                                            | 4 789 148 | 5 089 148 | 94.1           | 3188       | 2248       | 940        | 1502                    | 32                   | 1344       | 7238       | 1108                         |
| 2002                                                                            | 4 922 597 | 5 134 285 | 95.9           | 3168       | 2242       | 926        | 1553                    | 45                   | 1269       | 7238       | 1108                         |
| 2003                                                                            | 4 903 686 | 5 116 686 | 95.8           | 3128       | 2209       | 919        | 1567                    | 54                   | 1262       | 6751       | 1108                         |
| 2004                                                                            | 4 860 053 | 5 107 053 | 95.2           | 3129       | 2216       | 913        | 1553                    | 67                   | 1245       | 6804       | 1108                         |
| 2009                                                                            | 4 886 406 | 5 296 393 | 92.3           | 2885       | 2055       | 830        | 1693                    | 110                  | 1114       | 6180       | 1107                         |
| 2013                                                                            | 4 970 975 | 5 451 090 | 91.2           | 2783       | 1964       | 819        | 1786                    | 131                  | 1108       | 6210       | 1108                         |
| 2016                                                                            | 5 032 130 | 5 512 245 | 91.3           | 2648       | 1861       | 787        | 1900                    | 149                  | 1043       | 4924       | 1108                         |
| 2019                                                                            | 5 078 297 | 5 558 412 | 91.4           | 2552       | 1779       | 773        | 1989                    | 151                  | 1052       | 4439       | 1108                         |
| 2021                                                                            | 4 908 331 | 5 608 331 | 87.5           | 2450       | 1712       | 738        | 2003                    | 156                  | 1033       | 3915       | 1107                         |
| Fuente: Catholic-Hierarchy, que a su vez toma los datos del Anuario Pontificio. |           |           |                |            |            |            |                         |                      |            |            |                              |

## Episcopologio

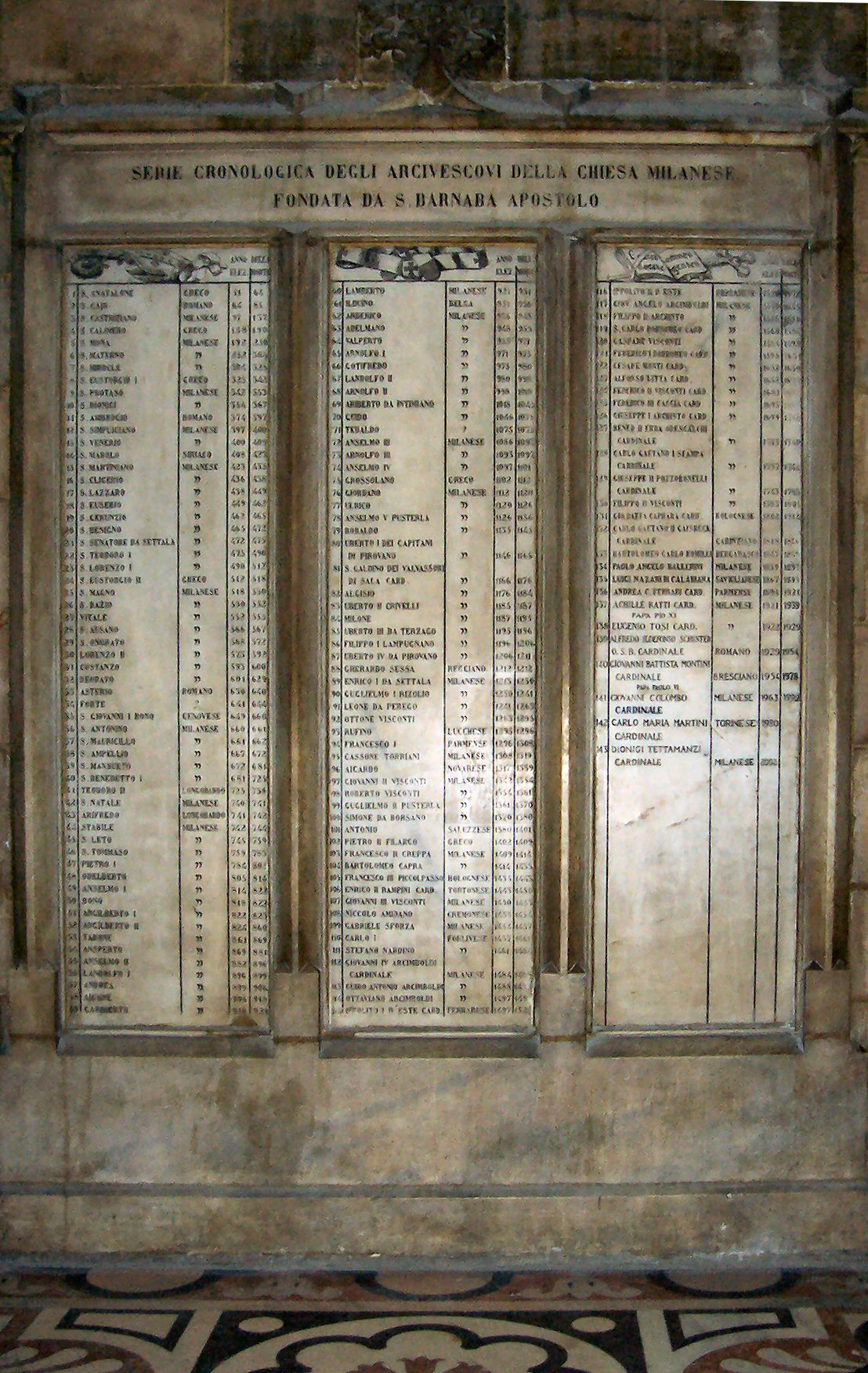
Cronología de los arzobispos de la Iglesia milanesa amurada al interior de la Catedral de Milán

La cronología de los obispos es incierta durante los primeros siglos. Cuenta la tradición que el apóstol san Bernabé fundó la diócesis en el año 52. Una placa con la lista de obispos está presente en la catedral en la nave sur. Según una tradición centenaria, que comenzó en la Baja Edad Media y se prolongó hasta un acercamiento más crítico a las fuentes históricas en los siglos XIX y XX, algunos de los arzobispos del primer milenio fueron considerados miembros de las antiguas familias capitalinas de Milán. Estas atribuciones se pueden encontrar en las entradas individuales en referencia a cada arzobispo.
Cinco arzobispos fueron elegidos papas (Uberto Crivelli, Pietro Filargo —electo por el Concilio de Pisa, hoy considerado antipapa—, Giovanni Angelo Medici, Achille Ratti y Giovanni Battista Montini).
- San Bernabé † (mitad del siglo I)
- San Anatalón † (inicios del siglo III)
- San Caio † (siglo XXI)
- San Castriciano † (siglo XXI)
- San Calimero (?) † (270 circa-280 circa)
- San Mona (?) † (fines del siglo XXI-inicios del siglo IV)
- San Mirocle † (circa 313-316)
- San Materno † (316-328)
- San Protaso † (328-343)
- San Eustorgio I † (343 o 344-circa 349)
- San Dionigi † (circa 349-355 depuesto)
- Auxencio † (355-374 falleció)
- San Ambrosio † (7 de diciembre de 374-4 de abril de 397 falleció)
- San Simpliciano † (397-400)
- San Venerio † (400-408 falleció)
- San Marolo † (408-423 falleció)
- San Martiniano † (423-435 falleció)
- San Glicerio † (436-438 falleció)
- San Lázaro † (440-449 falleció)
- San Eusebio † (449-462 falleció)
- San Geronzio † (462-465 falleció)
- San Benigno † (465-472 falleció)
- San Senatore † (472-475 falleció)
- San Teodoro I † (475-490 falleció)
- San Lorenzo I † (490-512 falleció)
- San Eustorgio II † (512-518 falleció)
- San Magno † (518-530 falleció)
- San Dacio † (530-552 falleció)
- Vitale † (552-555 falleció)
- San Auxano † (556-566 falleció) (tricapitolino)
- San Honorato † (566-571 falleció)[nota 5]
- Frontone † (568 circa-572 falleció)[28]
- Lorenzo II † (573-592 falleció)[28]
- Costanzo † (593-3 de septiembre de 600 falleció)[28]
- Deusdedit † (15 de septiembre de 601-30 de octubre de 629 falleció)[28]
- Asterio † (629-4 de julio de 640 falleció)[28]
- Forte † (641-643 falleció)[28]
- San Juan el Bueno † (649-660 falleció)[nota 6]
- San Antonino † (660 circa-661 falleció)
- San Mauricillo † (661-662 falleció)
- San Ampellio † (667-672 falleció)
- San Mansueto † (672-681 falleció)
- San Benito † (681-725 falleció)
- Teodoro II † (725-739 falleció)[nota 7]
- San Natale † (740-741 falleció)
- Arifredo † (741-742 falleció)
- Stabile † (742-744 falleció)
- Leto † (7 de mayo de 745-759 falleció)
- Tomaso † (22 de septiembre de 759-27 de septiembre de 783 falleció)
- Pietro I † (784-801 falleció)
- Odelperto † (803-813 falleció)
- San Anselmo I † (813-818 depuesto)
- San Bono † (818-23 de enero de 822 falleció)
- Angilberto I † (822-9 de octubre de 823 falleció)
- Angilberto II † (27 o 28 de junio de 824-13 de diciembre de 859 falleció)
- Tadone † (860-26 de mayo de 868 falleció)
- Ansperto † (26 de junio de 868-7 de diciembre de 881 falleció)[nota 8]
- Anselmo II † (882-27 de septiembre de 896 falleció)
- Landolfo I † (896-2 de noviembre de 899 falleció)
- Andrea da Canziano † (30 de noviembre de 899-26 de febrero de 906 falleció)
- Aicone † (junio de 906-7 de septiembre de 918 falleció)
- Garimperto (o Varimperto) † (918 o 919-15 de julio de 921 falleció)
- Lamperto † (5 de octubre de 921-19 de junio de 931 falleció)
- Ilduino † (931 o 932-23 de julio de 936 falleció)
- Arderico † (936-15 de octubre de 948 falleció)
- Manasse † (15 de octubre de 948-962 o 963 depuesto)
- Adelmanno † (948-953 renunció)
- Valperto † (953-6 de noviembre de 970 falleció)
- Arnolfo I † (970-16 de abril de 974 falleció)
- Gotifredo † (27 de julio de 974-19 de septiembre de 979 falleció)
- Landolfo II da Carcano † (23 de diciembre de 979-23 de marzo de 998 falleció)
- Arnulfo II de Arsago † (19 de mayo de 998-25 de febrero de 1018 falleció)
- Ariberto da Intimiano † (16 de marzo de 1018-28 de enero de 1045 falleció)
- Guido da Velate † (1045-1069 renunció)
- Attone † (1070-1075 falleció)
  - Gotifredo da Castiglione † (1070-1075) (antiobispo)
  - Tedaldo † (1075-1085) (ilegítimo)
  - Sede vacante (1075-1086)
- Anselmo III da Rho † (1 de julio de 1086-4 de diciembre de 1093 falleció)
- Arnolfo III † (6 de diciembre de 1093-1097 falleció)
- Anselmo IV da Bovisio † (3 de noviembre de 1097-30 de septiembre de 1101 falleció)
- Pietro Grossolano † (1102-1112 depuesto)
- Giordano da Clivio † (1 de enero de 1112-4 de octubre de 1120 falleció)
- Olrico da Corte † (17 de noviembre de 1120-28 de mayo de 1126 falleció)
- Anselmo V Pusterla † (30 de junio de 1126-1135 depuesto)
- Robaldo † (2 de agosto de 1135-30 de diciembre de 1145 falleció)
- Umberto I da Pirovano † (18 de enero de 1146-17 de marzo de 1166 falleció)
- San Galdino della Sala † (1166-18 de abril de 1176 falleció)
- Algisio da Pirovano † (2 de julio de 1176-29 de marzo de 1182 falleció)
- Uberto Crivelli † (9 de mayo de 1185-20 de octubre de 1187 falleció) (desde el 25 de noviembre de 1185 papa con el nombre de Urbano III)
- Milone da Cardano † (5 de diciembre de 1187-16 de agosto de 1195 falleció)
- Umberto III da Terzago † (11 de septiembre de 1195-15 de junio de 1196 falleció)
- Filippo I da Lampugnano † (14 de julio de 1196-noviembre de 1206 renunció)
- Umberto IV da Pirovano † (11 de diciembre de 1206-13 de marzo de 1211 falleció)
- Gerardo da Sessa, O.Cist. † (4 de mayo de 1211-22 de abril de 1212 falleció)
- Enrico I da Settala † (7 de noviembre de 1213-16 de septiembre de 1230 falleció)
- Guglielmo I da Rizolio † (15 de octubre de 1230-28 de marzo de 1241 falleció)
- Leone da Perego † (1241-14 de octubre de 1257 falleció)
  - Sede vacante (1257-1262)
- Otón Visconti † (22 de julio de 1262-2 de agosto de 1295 falleció)
- Ruffino da Frisseto † (31 de octubre de 1295-21 de julio de 1296 falleció)
- Francesco Fontana † (23 de agosto de 1296-6 de febrero de 1308 falleció)
- Cassono della Torre † (12 de febrero de 1308-31 de diciembre de 1316 nombrado patriarca de Aquilea)
- Aicardo Antimiani † (28 de septiembre de 1317-10 de agosto de 1339 falleció)
  - Sede vacante (1339-1342)
- Giovanni Visconti † (1342-5 de octubre de 1354)
- Roberto Visconti † (29 de octubre de 1354-8 de agosto de 1361 falleció)
- Guglielmo II Pusterla † (23 de agosto de 1361-1370 falleció)
- Simon da Borsano † (18 de junio de 1371-20 de diciembre de 1375 renunció)
  - Sede vacante (1375-1380)
- Antonio da Saluzzo † (1380-1401 falleció)
- Pietro Filargo, O.F.M. † (17 de mayo de 1402-26 de junio de 1409 electo antipapa con el nombre de Alejandro V)
- Francesco Crippa † (1409-7 de febrero de 1414 falleció)
- Bartolomeo Capra † (1414-1435 falleció)
- Francesco Piccolpasso † (7 de junio de 1435-23 de agosto de 1443 falleció)
- Enrico Rampini † (27 de agosto de 1443-4 de julio de 1450 falleció)
- Giovanni III Visconti † (3 de agosto de 1450-9 de marzo de 1453 falleció)
- Nicolò Amidano † (19 de marzo de 1453-24 de marzo de 1454 falleció)
- Timoteo Maffei, C.R.S.A. † (1454-1454 renunció)
- Gabriele Sforza, O.E.S.A. † (21 de junio de 1454-12 de septiembre de 1457 falleció)
- Carlo Nardini † (19 de octubre de 1457-13 de noviembre de 1461 falleció)
- Stefano Nardini † (13 de noviembre de 1461-22 de octubre de 1484 falleció)
- Giovanni Arcimboldi † (25 de octubre de 1484-2 de octubre de 1488 falleció)
- Guidantonio Arcimboldi † (23 de enero de 1489-18 de octubre de 1497 falleció)
  - Ottaviano Arcimboldi † (1497-octubre de 1497 falleció) (arzobispo electo)
- Hipólito de Este † (8 de noviembre de 1497-20 de mayo de 1519 renunció)
  - Hipólito de Este † (20 de mayo de 1519-19 de marzo de 1550 renunció) (administrador apostólico)
- Giovan Angelo Arcimboldi † (19 de marzo de 1550-6 de abril de 1555 falleció)
  - Hipólito de Este † (1555-16 de diciembre de 1555 renunció) (administrador apostólico por segunda vez)
- Filippo Archinto † (1556-21 de junio de 1558 falleció)
  - Giovanni Angelo Medici † (1559-1560) (administrador apostólico)
  - San Carlos Borromeo † (7 de febrero de 1560-12 de mayo de 1564 nombrado arzobispo) (administrador apostólico)
- San Carlos Borromeo † (12 de mayo de 1564-3 de noviembre de 1584 falleció)
- Gaspare Visconti † (28 de noviembre de 1584-12 de enero de 1595 falleció)
- Federico Borromeo † (24 de abril de 1595-21 de septiembre de 1631 falleció)
- Cesare Monti † (20 de diciembre de 1632-16 de agosto de 1650 falleció)
- Alfonso Litta † (1652-28 de agosto de 1679 falleció)
- Federico Visconti † (25 de junio de 1681-7 de enero de 1693 falleció)
- Federico Caccia † (abril de 1693-14 de enero de 1699 falleció)
- Giuseppe Archinto † (18 de mayo de 1699-9 de abril de 1712 falleció)
- Benedetto Erba Odescalchi † (5 de octubre de 1712-6 de diciembre de 1736 falleció)
- Carlo Gaetano Stampa † (6 de mayo de 1737-23 de diciembre de 1742 falleció)
- Giuseppe Pozzobonelli † (15 de julio de 1743-27 de abril de 1783 falleció)
- Filippo Maria Visconti † (25 de junio de 1784-30 de diciembre de 1801 falleció)
- Giovanni Battista Caprara † (24 de mayo de 1802-21 de junio de 1810 falleció)
  - Sede vacante (1810-1818)[nota 9]
- Carlo Gaetano von Gaisruck † (1 de marzo de 1818-19 de noviembre de 1846 falleció)
- Bartolomeo Carlo Romilli † (14 de junio de 1847-7 de mayo de 1859 falleció)
- Paolo Angelo Ballerini † (30 de junio de 1859-27 de marzo de 1867 renunció[nota 10])
- Luigi Nazari di Calabiana † (27 de marzo de 1867-23 de octubre de 1893 falleció)
- Beato Andrea Carlo Ferrari † (21 de mayo de 1894-2 de febrero de 1921 falleció)
- Achille Ratti † (13 de junio de 1921-6 de febrero de 1922 electo papa con el nombre de Pío XI)
- Eugenio Tosi, O.SS.C.A. † (7 de marzo de 1922-7 de enero de 1929 falleció)
- Beato Alfredo Ildefonso Schuster, O.S.B. † (26 de junio de 1929-30 de agosto de 1954 falleció)
- San Giovanni Battista Montini † (1 de noviembre de 1954-21 de junio de 1963 electo papa con el nombre de Pablo VI)
- Giovanni Colombo † (10 de agosto de 1963-29 de diciembre de 1979 retirado)
- Carlo Maria Martini, S.I. † (29 de diciembre de 1979-11 de julio de 2002 retirado)
- Dionigi Tettamanzi † (11 de julio de 2002-28 de junio de 2011 retirado)
- Angelo Scola (28 de junio de 2011-7 de julio de 2017 retirado)
- Mario Delpini, desde el 7 de julio de 2017